# クリスティナ・ムラデノビッチ
クリスティナ・ムラデノビッチ（Kristina Mladenovic, セルビア語: Кристина Младеновић, 1993年5月14日 - ）は、フランス・サン＝ポル＝シュル＝メル出身の女子プロテニス選手。4大大会の女子ダブルスで2勝、混合ダブルスで2勝を挙げている。右利き、バックハンド・ストロークは両手打ち。自己最高位はシングルス10位、ダブルス2位。これまでにWTAツアーでシングルス1勝、ダブルス19勝を挙げている。姓はマダナビッチ、マラデノビッチとも表記される。

## 来歴
ムラデノビッチは7歳からテニスを始める。両親はユーゴスラビア系であり父ドラガンは1984年ロサンゼルス五輪で金メダルを獲得したハンドボール選手で、母はバレーボール選手である。
2008年全仏オープン女子ダブルスに主催者推薦で4大大会に初出場。エミリー・ロワと組み1回戦で杉山愛&ダニエラ・ハンチュコバ組に 5–7, 5–7 で敗れた。

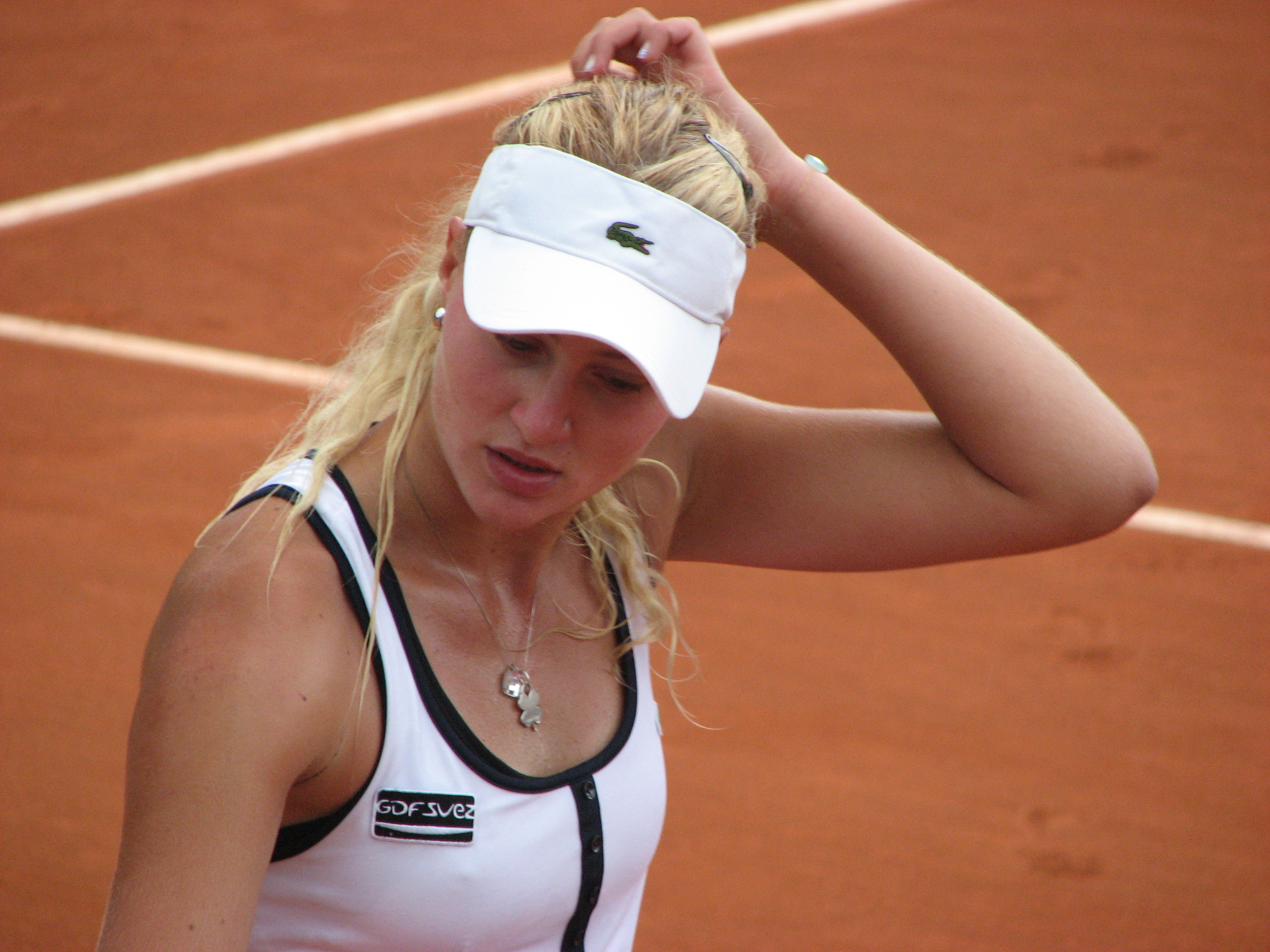
2009年全仏オープンにて

2009年全豪オープンでシングルスにも初出場し1回戦でパティ・シュナイダーに 6–2, 4–6, 2–6 で敗れた。2009年全仏オープンジュニア女子シングルスで優勝しこの年にプロに転向する。
2012年7月のロンドン五輪でオリンピックに初出場した。アリーゼ・コルネと組んだダブルスに出場し中国の彭帥&鄭潔組に 1–6, 7–6, 3–6 で敗れた。8月のロジャーズ・カップでクラウディア・ヤンス＝イグナシクと組んだダブルスの決勝でナディア・ペトロワ&カタリナ・スレボトニク組を 7–5, 2–6, [10–7] で破りツアー初優勝を果たした。全米オープンでは1回戦でマリーナ・エラコビッチを 7–5, 6–4 で破り4大大会シングルスの初勝利を挙げた。2回戦では第17シードのアナスタシア・パブリュチェンコワを 6–1, 6–2 で破り3回戦に進出した。3回戦ではマリオン・バルトリに 2–6, 4–6 で敗れた。11月の台北大会（WTAの下部大会）ではシングルスとダブルスの双方で優勝した。
2013年2月のGDFスエズ・オープンでは準々決勝でペトラ・クビトバを 6-3, 6-4 で破り初めてトップ10プレイヤーから勝利を挙げた。ブラジル・テニス・カップでもベスト4に進出し3月18日付のランキングで48位となりトップ50入りを果たした。
2013年全仏オープンではガリナ・ボスコボワと組んだ女子ダブルスでベスト8に進出した。ダニエル・ネスターと組んだ混合ダブルスで決勝に進出しルーシー・ハラデツカ&フランティシェク・チェルマク組に 6-1, 4-6, [6-10] で敗れ準優勝となった。ウィンブルドンでもネスターとの混合ダブルスで決勝に進出し、第1シードのリサ・レイモンド&ブルーノ・ソアレス組を 5–7, 6–2, 8–6 で破り初の4大大会タイトルを獲得した。
2014年全豪オープンでもネスターとの混合ダブルスで決勝に進出した。決勝ではサニア・ミルザ&ホリア・テカウ組を 6–3, 6–2 で破り4大大会混合ダブルス2勝目を挙げた。全仏オープンではシングルス1回戦で第2シードの李娜を 7-5, 3-6, 6-1 で破る波乱を起こし、3回戦まで進出した。3回戦ではアンドレア・ペトコビッチに 4-6, 6-4, 4-6 で敗れた。
2014年ウィンブルドン選手権ではティメア・バボシュと組んだ女子ダブルスで決勝に進出した。決勝ではサラ・エラニ&ロベルタ・ビンチ組に 1–6, 3–6 で敗れ準優勝となった。
2016年全仏オープンではキャロリン・ガルシアと組んだダブルスで決勝に進出した。決勝ではエカテリーナ・マカロワ&エレーナ・ベスニナ組を 6–3, 2–6, 6–4で破りツアー初の4大大会タイトルを獲得した。8月のリオ五輪で2度目のオリンピックに出場した。シングルスでは2回戦でアメリカのマディソン・キーズに 5-7, 7-6(4), 6-7(5) で、ガルシアとのダブルスでは初戦で日本の土居美咲&穂積絵莉組に 0-6, 6-0, 4-6 で敗退した。全米オープンではダブルス決勝でベサニー・マテック＝サンズ&ルーシー・サファロバ組に 6–2, 7–6(5–7), 4–6 で敗れ準優勝となった。
2017年のサンクトペテルブルク・レディース・トロフィーで決勝でユリア・プチンツェワに 6-2, 6-7(3), 6-4 で勝利し、シングルス初優勝を果たした。2017年全仏オープンはベスト8に進出した。2017年10月23日付のランキングで10位となりトップ10入りを果たした。 
2018年全豪オープン女子ダブルスではティメア・バボシュと組み決勝でエカテリーナ・マカロワ&エレーナ・ベスニナ組を 6–4, 6–3 で破り優勝した。全米オープンでは決勝でアシュリー・バーティ&ココ・バンダウェイ組に 6–3, 6–7(2), 6–7(6) で敗れ準優勝となった。

## WTAツアー決勝進出結果

### シングルス: 8回 (1勝7敗)
| 大会グレード                  |
| ----------------------------- |
| グランドスラム (0–0)          |
| WTAファイナルズ (0–0)         |
| プレミア・マンダトリー (0–1)  |
| プレミア5 (0-0)               |
| WTAエリート・トロフィー (0-0) |
| プレミア (1–2)                |
| インターナショナル (0–4)      |

| 結果   | No. | 決勝日         | 大会                 | サーフェス    | 対戦相手                     | スコア           |
| ------ | --- | -------------- | -------------------- | ------------- | ---------------------------- | ---------------- |
| 準優勝 | 1.  | 2015年5月23日  | ストラスブール       | クレー        | サマンサ・ストーサー         | 6–3, 2–6, 3–6    |
| 準優勝 | 2.  | 2016年6月12日  | スヘルトーヘンボス   | 芝            | ココ・バンダウェイ           | 5–7, 5–7         |
| 準優勝 | 3.  | 2016年10月16日 | 香港                 | ハード        | キャロライン・ウォズニアッキ | 1–6, 7–6(4), 2–6 |
| 優勝   | 1.  | 2017年2月5日   | サンクトペテルブルク | ハード(室内)  | ユリア・プチンツェワ         | 6–2, 6–7(3), 6–4 |
| 準優勝 | 4.  | 2017年3月4日   | アカプルコ           | ハード        | レシア・ツレンコ             | 1–6, 5–7         |
| 準優勝 | 5.  | 2017年4月30日  | シュトゥットガルト   | クレー        | ラウラ・シグムント           | 1–6, 6–2, 6–7(5) |
| 準優勝 | 6.  | 2017年5月13日  | マドリード           | クレー        | シモナ・ハレプ               | 5–7, 7–6(5), 2–6 |
| 準優勝 | 7.  | 2018年2月4日   | サンクトペテルブルク | ハード (室内) | ペトラ・クビトバ             | 1–6, 2–6         |

### ダブルス: 33回 (19勝14敗)
| 大会グレード                  |
| ----------------------------- |
| グランドスラム (2-4)          |
| WTAファイナルズ (1–0)         |
| プレミア・マンダトリー (1-2)  |
| プレミア5 (3-1)               |
| WTAエリート・トロフィー (0-0) |
| プレミア (4-4)                |
| インターナショナル (8-3)      |

| 結果   | No. | 決勝日         | 大会               | サーフェス    | パートナー                       | 対戦相手                                              | スコア                 |
| ------ | --- | -------------- | ------------------ | ------------- | -------------------------------- | ----------------------------------------------------- | ---------------------- |
| 準優勝 | 1.  | 2011年6月12日  | コペンハーゲン     | ハード (室内) | カタジナ・ピーター               | ヨハンナ・ラーション ジャスミン・ヴェール             | 6–3, 6–3               |
| 優勝   | 1.  | 2012年8月12日  | モントリオール     | ハード        | クラウディア・ヤンス＝イグナシク | ナディア・ペトロワ カタリナ・スレボトニク             | 7–5, 2–6, [10–7]       |
| 優勝   | 2.  | 2012年9月16日  | ケベック・シティー | ハード (室内) | タチヤナ・マレック               | アリシア・ロソルスカ ヘザー・ワトソン                 | 7–6(5), 6–7(6), [10–7] |
| 優勝   | 3.  | 2013年2月23日  | メンフィス         | ハード (室内) | ガリナ・ボスコボワ               | ソフィア・アルビドソン ヨハンナ・ラーション           | 7–6(5), 6–3            |
| 優勝   | 4.  | 2013年4月7日   | チャールストン     | クレー        | ルーシー・サファロバ             | アンドレア・フラバーチコバ リーゼル・フーバー         | 6–3, 7–6(6)            |
| 準優勝 | 2.  | 2013年4月28日  | マラケシュ         | クレー        | ペトラ・マルティッチ             | ティメア・バボシュ マンディ・ミネラ                   | 3–6, 1–6               |
| 優勝   | 5.  | 2013年5月4日   | オエイラス         | クレー        | 詹皓晴                           | ダリヤ・ユラク カタリン・マロシ                       | 7–6(3), 6–2            |
| 優勝   | 6.  | 2013年7月13日  | パレルモ           | クレー        | カタジナ・ピーター               | カロリナ・プリスコバ クリスティナ・プリスコバ         | 6–1, 5–7, [10–8]       |
| 優勝   | 7.  | 2013年10月13日 | 大阪               | ハード        | フラビア・ペンネッタ             | サマンサ・ストーサー 張帥                             | 6-4, 6-3               |
| 準優勝 | 3.  | 2014年1月4日   | ブリスベン         | ハード        | ガリナ・ボスコボワ               | アーラ・クドゥリャフツェワ アナスタシア・ロディオノワ | 3-6, 1-6               |
| 準優勝 | 4.  | 2014年2月2日   | パリ               | ハード (室内) | ティメア・バボシュ               | アンナ＝レナ・グローネフェルト クベタ・ペシュケ       | 7-6(7), 4-6, [5-10]    |
| 優勝   | 8.  | 2014年3月1日   | アカプルコ         | ハード        | ガリナ・ボスコボワ               | ペトラ・チェトコフスカ イベタ・メルツァー             | 6–3, 2–6, [10–5]       |
| 準優勝 | 5.  | 2014年6月20日  | スヘルトーヘンボス | 芝            | ミハエラ・クライチェク           | マリーナ・エラコビッチ アランチャ・パラ・サントンハ   | 6–0, 6–7(5), [8–10]    |
| 準優勝 | 6.  | 2014年7月5日   | ウィンブルドン     | 芝            | ティメア・バボシュ               | サラ・エラニ ロベルタ・ビンチ                         | 1–6, 3–6               |
| 準優勝 | 7.  | 2014年8月17日  | シンシナティ       | ハード        | ティメア・バボシュ               | ラケル・コップス＝ジョーンズ アビゲイル・スピアーズ   | 1–6, 0–2, 途中棄権     |
| 優勝   | 9.  | 2015年2月21日  | ドバイ             | ハード        | ティメア・バボシュ               | ガルビネ・ムグルサ カルラ・スアレス・ナバロ           | 6–3, 6–2               |
| 優勝   | 10. | 2015年5月1日   | マラケシュ         | クレー        | ティメア・バボシュ               | ラウラ・シグムント マリナ・ザネフスカ                 | 6–1, 7–6(5)            |
| 優勝   | 11. | 2015年5月17日  | ローマ             | クレー        | ティメア・バボシュ               | マルチナ・ヒンギス サニア・ミルザ                     | 6–4, 6–3               |
| 優勝   | 12. | 2015年8月8日   | ワシントンD.C.     | ハード        | ベリンダ・ベンチッチ             | ララ・アルアバレナ アンドレヤ・クレパーチ             | 7–5, 7–6(7)            |
| 準優勝 | 8.  | 2016年1月15日  | シドニー           | ハード        | キャロリン・ガルシア             | マルチナ・ヒンギス サニア・ミルザ                     | 6–1, 5–7, [5–10]       |
| 準優勝 | 9.  | 2016年2月20日  | ドバイ             | ハード        | キャロリン・ガルシア             | 荘佳容 ダリヤ・ユラク                                 | 4–6, 4–6               |
| 優勝   | 13. | 2016年4月10日  | チャールストン     | クレー        | キャロリン・ガルシア             | ベサニー・マテック＝サンズ ルーシー・サファロバ       | 6–2, 7–5               |
| 優勝   | 14. | 2016年4月24日  | シュトゥットガルト | クレー        | キャロリン・ガルシア             | マルチナ・ヒンギス サニア・ミルザ                     | 2–6, 6–1, [10–6]       |
| 優勝   | 15. | 2016年5月6日   | マドリード         | クレー        | キャロリン・ガルシア             | マルチナ・ヒンギス サニア・ミルザ                     | 6–4, 6–4               |
| 優勝   | 16. | 2016年6月5日   | 全仏オープン       | クレー        | キャロリン・ガルシア             | エカテリーナ・マカロワ エレーナ・ベスニナ             | 6–3, 2–6, 6–4          |
| 準優勝 | 10. | 2016年9月11日  | 全米オープン       | ハード        | キャロリン・ガルシア             | ベサニー・マテック＝サンズ ルーシー・サファロバ       | 6–2, 7–6(5–7), 4–6     |
| 準優勝 | 11. | 2016年10月9日  | 北京               | ハード        | キャロリン・ガルシア             | ベサニー・マテック＝サンズ ルーシー・サファロバ       | 4–6, 4–6               |
| 優勝   | 17. | 2018年1月26日  | 全豪オープン       | ハード        | ティメア・バボシュ               | エカテリーナ・マカロワ エレーナ・ベスニナ             | 6–4, 6–3               |
| 準優勝 | 12. | 2018年5月12日  | マドリード         | クレー        | ティメア・バボシュ               | エカテリーナ・マカロワ エレーナ・ベスニナ             | 6–2, 4–6, [8–10]       |
| 優勝   | 18. | 2018年6月24日  | バーミンガム       | 芝            | ティメア・バボシュ               | エリーズ・メルテンス デミ・シュールス                 | 4–6, 6–3, [10–8]       |
| 準優勝 | 13. | 2018年9月9日   | 全米オープン       | ハード        | ティメア・バボシュ               | アシュリー・バーティ ココ・バンダウェイ               | 6–3, 6–7(2), 6–7(6)    |
| 優勝   | 19. | 2018年10月28日 | シンガポール       | ハード (室内) | ティメア・バボシュ               | バルボラ・クレイチコバ カテリナ・シニアコバ           | 6–4, 7–5               |
| 準優勝 | 14. | 2019年1月25日  | 全豪オープン       | ハード        | ティメア・バボシュ               | サマンサ・ストーサー 張帥                             | 3–6, 4–6               |

## 4大大会シングルス成績
略語の説明
| W | F | SF | QF | #R | RR | Q# | LQ | A | Z# | PO | G | S | B | NMS | P | NH |

W=優勝, F=準優勝, SF=ベスト4, QF=ベスト8, #R=#回戦敗退, RR=ラウンドロビン敗退, Q#=予選#回戦敗退, LQ=予選敗退, A=大会不参加, Z#=デビスカップ/BJKカップ地域ゾーン, PO=デビスカップ/BJKカッププレーオフ, G=オリンピック金メダル, S=オリンピック銀メダル, B=オリンピック銅メダル, NMS=マスターズシリーズから降格, P=開催延期, NH=開催なし.
| 大会           | 2009 | 2010 | 2011 | 2012 | 2013 | 2014 | 2015 | 2016 | 2017 | 2018 | 2019 | 通算成績 |
| -------------- | ---- | ---- | ---- | ---- | ---- | ---- | ---- | ---- | ---- | ---- | ---- | -------- |
| 全豪オープン   | 1R   | LQ   | LQ   | LQ   | 2R   | 1R   | 2R   | 3R   | 1R   | 1R   | 1R   | 4–8      |
| 全仏オープン   | 1R   | 1R   | 1R   | 1R   | 2R   | 3R   | 3R   | 3R   | QF   | 1R   |      | 11–10    |
| ウィンブルドン | A    | A    | A    | 1R   | 1R   | 1R   | 3R   | 1R   | 2R   | 3R   |      | 5–7      |
| 全米オープン   | 1R   | A    | LQ   | 3R   | 1R   | 1R   | QF   | 2R   | 1R   | 2R   |      | 8–8      |